# Tragopan rudolicy
Tragopan rudolicy (Tragopan melanocephalus) – gatunek dużego ptaka z rodziny kurowatych (Phasianidae). Nie wyróżnia się podgatunków.

## Występowanie
Zachodnie Himalaje – północny Pakistan i północno-zachodnie Indie. Podczas sezonu lęgowego przebywa w lasach iglastych i liściastych strefy umiarkowanej na wysokościach 2400–3600 m n.p.m., zimą schodzi na 1750–3000 m n.p.m. do trawiastych lub krzewiastych wąwozów, gdzie jest cieńsza pokrywa śnieżna.

## Rozmiary
Długość ciała: samce 68–73 cm, samice 60 cm.

## Status
Międzynarodowa Unia Ochrony Przyrody (IUCN) uznaje tragopana rudolicego za gatunek narażony (VU – vulnerable) nieprzerwanie od 1994 roku; wcześniej (od 1988 roku) miał on status gatunku zagrożonego (T – threatened). Liczebność populacji szacuje się na około 3000 dorosłych osobników. Trend liczebności populacji uznaje się za spadkowy.